# Liòdids
Els leiòdids (Leiodidae) són una família de coleòpters polífags de la superfamília dels estafilinoïdeus que compta amb 342 gèneres i unes 3.700 espècies. Aquesta família també ha rebut els noms de Leiodidae i Anisotomidae.
La seva mida oscil·la entre 2 i 7 mm i tenen uns hàbits alimentaris usualment detritívors. Moltes de les seves espècies, principalment les de les subfamílies Leiodinae i Coloninae, s'alimenten de fongs que creixen sobre la fusta en descomposició o bé en el sòl. Les subfamílies Cholevinae i Platypsyllinae tenen espècies que s'alimenten de cadàvers d'animals. Platypsyllus castoris viu en el pelatge dels castors.

## Taxonomia
Segons Bouchard et al., els leiòdids tenen les següents subfamílies:
- Subfamília Camiarinae Jeannel, 1911
- Subfamília Catopocerinae Hatch, 1927 (1880)
- Subfamília Leiodinae Fleming, 1821
- Subfamília Coloninae Horn, 1880 (1859)
- Subfamília Cholevinae Kirby, 1837 (=Catopinae)
- Subfamília Platypsyllinae Ritsema, 1869 (=Leptininae)